# Кусіро (Хоккайдо)

42°59′ пн. ш. 144°23′ сх. д. / 42.983° пн. ш. 144.383° сх. д.
Кусіро́ (яп. 釧路市, くしろし, МФА: [ku̥ɕiɾo ɕi̥]) — місто в Японії, в окрузі Кусіро префектури Хоккайдо.

## Короткі відомості
Розташоване у східній частині префектури. Центр округу. База північного тихоокеанського рибальства, осередок переробки морепродуктів та целюлозно-паперової промисловості. 2005 року поглинуло сусідні містечка Акан і Онбецу. Центральна частина міста та район Онбецу розділені між собою територію інших населених пунктів. Станом на 1 жовтня 2008 року площа міста становила 1362,75 км². Станом на 31 березня 2017 населення міста становило 173 205 осіб.

## Клімат
Місто знаходиться у зоні, котра характеризується вологим континентальним кліматом з теплим літом. Найтепліший місяць — серпень із середньою температурою 18.3 °C (65 °F). Найхолодніший місяць — січень, із середньою температурою -6.1 °С (21 °F).
| Клімат Кусіро           | Клімат Кусіро | Клімат Кусіро | Клімат Кусіро | Клімат Кусіро | Клімат Кусіро | Клімат Кусіро | Клімат Кусіро | Клімат Кусіро | Клімат Кусіро | Клімат Кусіро | Клімат Кусіро | Клімат Кусіро | Клімат Кусіро |
| Показник                | Січ.          | Лют.          | Бер.          | Квіт.         | Трав.         | Черв.         | Лип.          | Серп.         | Вер.          | Жовт.         | Лист.         | Груд.         | Рік           |
| Абсолютний максимум, °C | 7             | 7             | 12            | 18            | 22            | 25            | 27            | 28            | 28            | 21            | 16            | 12            | 28            |
| Середній максимум, °C   | −1            | −1            | 1             | 6             | 10            | 13            | 17            | 20            | 18            | 13            | 7             | 1             | 8             |
| Середня температура, °C | −6            | −6            | −1            | 3             | 7             | 11            | 15            | 18            | 15            | 10            | 3             | −1            | 6             |
| Середній мінімум, °C    | −10           | −10           | −5            | 0             | 5             | 8             | 13            | 15            | 12            | 5             | 0             | −6            | 2             |
| Абсолютний мінімум, °C  | −23           | −23           | 0             | −10           | −5            | 0             | 6             | 8             | 2             | −3            | −11           | −18           | −23           |
| Днів з опадами          | 15            | 16            | 18            | 17            | 18            | 20            | 21            | 19            | 16            | 15            | 13            | 14            | 202           |
| Днів з дощем            | 2             | 2             | 5             | 13            | 18            | 20            | 21            | 19            | 16            | 15            | 11            | 6             | 148           |
| Днів зі снігом          | 15            | 15            | 16            | 6             | 1             | 0             | 0             | 0             | 0             | 0             | 3             | 10            | 66            |
| ----------------------- | ------------- | ------------- | ------------- | ------------- | ------------- | ------------- | ------------- | ------------- | ------------- | ------------- | ------------- | ------------- | ------------- |
| Джерело: Weatherbase    |               |               |               |               |               |               |               |               |               |               |               |               |               |

## Транспорт
- Аеропорт Кусіро

## Освіта
- Хоккайдоський педагогічний університет (додатковий кампус)

## Персоналії
- Іфукубе Акіра (1914—2006) — японський композитор класичної музики та музики до кінофільмів.